# 住電通信エンジニアリング
住電通信エンジニアリング株式会社（すみでんつうしんエンジニアリング、英文社名：Sumiden Communication Engineerin CO.,LTD.）は、光ファイバ通信ネットワークや携帯電話基地局などの情報通信インフラ構築とソフトウェア開発を行うメーカーである。

## 沿革
- 1977年 - 住友電気工業の工事部門が独立し住電ナイジェリア通信工事が設立
- 1982年 - 住電通信技術株式会社へ改組
- 1991年 - 住友電工通信エンジニアリング株式会社へ社名変更
- 2005年 - 住電通信エンジニアリング株式会社へ社名変更

## 事業
- 情報通信インフラ構築
- ソフトウェア開発

## 主要事業所
- 本社 - 横浜市戸塚区前田町501-11 本社
- 支社・工事事務所
  - 大阪支社 - 大阪市北区天満　1-6-8-401
  - 名古屋工事事務所 - 名古屋市中区大須4-16-16-4Ｆ

## 主要関係会社
- 住友電気工業株式会社
- 株式会社ミライト・テクノロジーズ